# حمدان قاسم
حمدان قاسم (انگلیسی: Hamdan Qassem؛ زادهٔ ۲ اکتبر ۱۹۸۸) ورزشکار فوتبال اهل امارات متحده عربی است.
از باشگاه‌هایی که در آن بازی کرده‌است می‌توان به باشگاه فوتبال الشباب امارات و باشگاه ورزشی بنی یاس اشاره کرد.